# Heraclea Lyncestis
Heraclea Lyncestis, (makedonski: Хераклеја Линкестис, grčki: Ἡράκλεια Λυγκηστίς) je antički grad, osnovan za Filipa II. Makedonskog, polovicom IV. st. pr. Kr. na sjeverozapadu tadašnjeg Makedonskog kraljevstva (pored današnje Bitole u Makedoniji).
Grad je dobio ime po grčkom mitološkom junaku Heraklu. Pridjev Lyncestis koji je dodan imenu grada, u grčkom jeziku znači zemlja risova, dakle to bi bilo Heraklov grad iz zemlje risova. Od nekadašnje Herakleje ostale su ruševine, pored makedonskeg grada Bitole. Arheološko nalazište Heraclea ima više slojeva, koji su građeni jedan nad drugim. Najstarije naselje je iz kasnog brončanog odnosno starijeg željeznog doba, nad njim se nalazi sloj iz helenističnog razdoblja, nad njim je rimski sloj te potom sloj najmlađeg bizantskog naselje Herakleja.

## Rimska Herakleja
U vrijeme helenizama Herakleja je bila na izuzetno važnom strateškom položaju, na granici Makedonije i Epira, dakle na granici grčkog i barbarskog (negrčkog) svijeta. Tako je bilo sve do II. st. pr. Kr., tada su Rimljani osvojili Makedoniju i uništili njenu moć. 
Nakon toga Makedonija je podjeljena na četiri dijela, Herakleja je pripala četvrtoj regiji. Pored Herakleje izgrađena je glavna rimska cesta Via Egnatia, pa se grad razvio u središte pokrajine. Objekti izgrađeni za Rima bili su: vjerski hramovi, portik, terme (kupke), amfiteatar i gradski zidovi.

## Amfiteatar
Amfiteatar u Herakleji izgrađen je za Rimskog cara Hadrijana, u centru mjesta u podnožju brda. Prvi dokaz o njegovom postojanju iskopan je 1931. godine, to je bila mala koštana ulaznica. Postojanje amfiteatra 
je dokazano 1968. godine, kada je u cijelosti iskopan. Imao je tri kaveza za zvijeri i tunel u zapadnom dijelu, kojim su životinje dovođene do borilišta. Amfiteatar je djelovao od I. st do sredine IV. st. kada su gladijatorske borbe zabranjene.

## Herakleja iz pozne antike i bizanta
Gotovo od samog priznanja kršćanstva, dakle od ranog bizanta (4. – 6. stoljeće) Herakleja je važno episkopsko sjedište. Episkopi iz Herakleje sudjeluju na crkvenim koncilima, tako iz koncilskih dokumenata znamo da je episkop Evagrius iz Herakleje sudjelovao u radu Koncila iz Sardice 343. godine. Iz tog razdoblja su:  Mala 
bazilika, Velika bazilika (episkopalna crkva), Episkopska palača i Bazilika kod groblja. Podovi sva tri crkvena broda iz Velike bazilike su pokriti mozaicima bogatim floralnim i figurativnim motivima ranokršćanske ikonografije.
Herakleja je razorena od strane združene vojske Ostrogota i Vizigota pod vodstvom Teodorika Velikog 472. godine, te unatoč bogatom daru koji mu je uručio gradski biskup, ponovno 479. godine. Grad je obnovljen pred kraj V. st. - početkom VI. st.

## Mozaici iz Herakleje
Mala bazilika je pronađena za arheoloških iskopanja prije Drugoga svjetskog rata 1936. – 1938. Isprva se pretpostavljalo da je otkrivena antikna palača, međutim je kasnijim iskapanjima 1960. – 1964. postalo jasno, da se radi o ranokršćanskoj bazilici. U njoj je iskopan podni mozaik, izrađen u tehnici opus sectile, a otkriveno je i više prostorija. Prva prostorija upotrebljavana je kao krstionica, a u drugoj je podni mozaik rađen u tehnici  opus tessellatum. Nakon izgradnje Velike bazilike, prostorije u Maloj bazilici promijenile su namjenu.
Velika bazilika je monumentalna građevina s velikim otvorenim trijemom s kolonadama, egzonarteksom, narteksom, dvije sjeverne prostorije, i tri prostorije dograđene na jugu. Podovi ovih prostorija imaju mozaike s geometrijskim i biljnim motivima. Podni mozaik u narteksu je iz rano bizantske umjetnosti, velikih dimenzija - 100 m. Na njemu su prikazani; ptice, drveće, grmlje, crveni pas,  simbolički prikaz zemaljskog raja. Mozaik je datiran na kraj 6. stoljeća. Velika bazilika izgrađena je nad starijim objektom izgrađenim između 4. -  6. st.
Episkopska palača iskopana je između 1970. – 1975. godine. Zapadni dio palače iskopan je prvi, južna strana palače ležala je uz gradski zid. Reprezentativne prostorije nalazile su se u istočnom dijelu palače,  2, 3 i 4 soba imaju podne mozaike. Između 3 i 4 prostorije nalazio se prolaz koji je vodio do istočnog ulaza u palaču. Ulaz u palaču podignut je između 4. i 6. stoljeća.

### Herakleja po dolasku Slavena
Od kasnog VI. st. Herakleja je stala trpjeti stalne napade slavenskih plemena na grad. Na mjestu napuštenog amfiteatra izgrađeno je nekoliko kuća između VI. st. - VII. st. u vrijeme doseljavanja Slavena u grad.

## Vanjske poveznice
- The Perseus Digital Library: The Princetonova enciklopedija klasičnih gradova, 1976 (engl.)
- Virtualna šetnja Heraklejom[neaktivna poveznica]
- O Herakleji na stranicama Bitolaturista  Arhivirana inačica izvorne stranice od 11. veljače 2010. (Wayback Machine)
- Herakleja na Soroševim stranicama